# ایلیوشین ایل-۶
ایلیوشین ایل-۶ (روسی: Ильюшин Ил-۶) یک بمب افکن دوربرد متعلق به اتحاد جماهیر شوروی بود که از توسعه ایلیوشین ایل-۴ در سال ۱۹۴۲ ساخته شد. در ابتدا به عنوان جایگزینی با سرعت بالا برای ایل-۴ در نظر گرفته شده بود. قبل از شروع تولید نمونه اولیه در دسامبر ۱۹۴۲، به عنوان یک بمب افکن بسیار دوربرد با موتورهای دیزلی با صرفه جویی در سوخت مجدداً بازطراحی شد. آزمایش‌های پروازی مشکلات کنترل‌پذیری را هنگام فرود با وزن‌های بالا نشان داد و ثابت شد که موتورها در دماهای پایین به سختی راه‌اندازی می‌شوند و در پاسخ به حرکات دریچه گاز کند هستند. توسعه بیشتر این هواپیما در سال ۱۹۴۴ لغو شد.

## مشخصات (ایل-۶ ۱۹۴۴)
داده‌ها از OKB Ilyushin: A History of the Design Bureau and its Aircraft
ویژگی‌های عمومی
- خدمه: ۵
- طول: ۱۷٫۳۸ متر (۵۷ فوت ۰ اینچ)
- پهنای بال: ۲۶٫۰۷ متر (۸۵ فوت ۶ اینچ)
- مساحت بال‌ها: ۸۴٫۸ متر مربع (۹۱۳ فوت مربع)
- نسبت اندازه: ۸
- وزن خالی: ۱۱٬۹۳۰ کیلوگرم (۲۶٬۳۰۱ پوند) [نیازمند منبع]
- وزن ناخالص: ۱۶٬۱۰۰ کیلوگرم (۳۵٬۴۹۴ پوند)
- بیشترین وزن برخاست: ۱۹٬۶۰۰ کیلوگرم (۴۳٬۲۱۱ پوند)
- پیشرانه: ۲ عدد موتور پیستونی دیزلی V-12 با خنک‌کننده مایع Charomskiy ACh-30BF (M-30), ۱٬۴۰۰ کیلووات (۱٬۹۰۰ اسب بخار)  در هر موتور
- ملخ‌ها: سهملخه ملخ سرعت ثابت

عملکرد
- حداکثر سرعت: ۴۰۰ کیلومتر بر ساعت (۲۵۰ مایل بر ساعت، ۲۲۰ گره) بر سطح دریا

۴۶۴ کیلومتر بر ساعت (۲۸۸ مایل بر ساعت؛ ۲۵۱ گره) at rated altitude (۶٬۲۰۰ متر (۲۰٬۳۴۱ فوت))
- سرعت فرود: ۱۳۹ کیلومتر بر ساعت (۸۶ مایل بر ساعت؛ ۷۵ گره)
- سرعت کروز: ۳۴۰ کیلومتر بر ساعت (۲۱۰ مایل بر ساعت، ۱۸۰ گره)
- بُرد: ۵٬۴۵۰ کیلومتر (۳٬۳۹۰ مایل، ۲٬۹۴۰ مایل دریایی) در ۳۴۰ کیلومتر بر ساعت (۲۱۰ مایل بر ساعت؛ ۱۸۰ گره) (با ۱٬۰۰۰ کیلوگرم (۲٬۲۰۵ پوند) بمب) در ۱۸٬۱۵۰ کیلوگرم (۴۰٬۰۱۴ پوند) AUW
- حداکثر ارتفاع: ۷٬۰۰۰ متر (۲۳٬۰۰۰ فوت)
- نرخ صعود: ۲٫۹ متر بر ثانیه (۵۷۰ فوت بر دقیقه) [نیازمند منبع]
- زمان اوج‌گیری: ۵٬۰۰۰ متر (۱۶٬۴۰۴ فوت) در ۲۸ دقیقه و ۴۲ ثانیه
- مسافت برخاست: ۷۳۰ متر (۲٬۳۹۵ فوت)

تسلیحات

- اسلحه‌ها: ۵× ۲۰ میلیمتر (۰٫۷۹ اینچ) ShVAK Sh-20 cannon in a dorsal turret, and flexible mountings at the nose, beam and ventral positions.
- بمب‌ها: عادی ۱٬۰۰۰ کیلوگرم (۲٬۲۰۵ پوند)؛ بیشینه ۴٬۵۰۰ کیلوگرم (۹٬۹۲۱ پوند)

- ۲٬۵۰۰ کیلوگرم (۵٬۵۱۲ پوند) بمب، حداکثر ظرفیت داخلی

بعلاوه
- ۲ × ۱٬۰۰۰ کیلوگرم (۲٬۲۰۵ پوند) بمب روی قفسه‌های خارجی

یا
- ۲ × ۱٬۰۰۰ کیلوگرم (۲٬۲۰۵ پوند) اژدر روی قفسه‌های خارجی

## همچنین ببینید
هواگردهای با عملکرد، پیکربندی و یا دوره زمانی مشابه
- یونکرس یو ۸۶
- نورث امریکن ایکس‌بی-۲۸ دراگون
- ویکرز وارویک

فهرست‌های مرتبط
- List of military aircraft of the Soviet Union and the CIS
- List of bomber aircraft

## جهت مطالعه
- Nemecek, Vaclav (1986). The History of Soviet Aircraft from 1918. London: Willow Books. ISBN 0-00-218033-2.